# Гуглейк
Гуглейк (Hugleik; ? — близько 399) — легендарний конунг свеїв у приблизно 380—399 роках. Відомий також під ім'ям Очілаїк. Про нього розповідають саги про Інглінгів та «Дії данів».

## Життєпис
Походив з династії Інглінгів. Син конунга Альва. Став конунгом свеїв після смерті батька і стрия Інгві, бо сини останнього були тоді ще дітьми. Гуглейк не був войовничим, весь час перебував в Уппланді. Саги свідчать, що цей конунг був дуже багатий (джерело статків невідоме), але скупий. У нього при дворі було багато різних блазнів, музик та скальдів. Були при ньому також вельви (чаклуни) та сейдкони (різні чарівники).
Одного разу на королівство Гуглейка напало військо морського конунга Гакі. Гуглейк зібрав своїх вікінгів для захисту. Два війська зійшлися на полях Фюрі. Битва була запеклою. Військо Гуглейка несло великі втрати. Тоді два вікінга Гуглейка — Свіпдаг і Гейгад — кинулися вперед, але проти кожного з них виступило по 6 кращих вояків Гакі на кожного, і вони були взяті в полон. Хакі пробився крізь стіну з щитів до Гуглейка, вбивши його самого та двох його синів. Після цього свеї почали тікати, а Гакі підкорив країну і став конунгом свеїв.
Саксон Граматик використав легенди про Гуглейка, за якому останній у нього був ірландським королем, який воював з данами й загинув у битві з данським конунгом Гоконом. У цьому випадку Свіпдаг та Гейгад були останніми вояками, що залишилися з Гуглейком, коли інші вояки втекли.
Деякий дослідники вважають Гуглейка Очілаїком, конунгом гетів, про якого згадує Григорій Турський в «Історії франків». Очілаїка за часів франкського короля Теодоріка I напад на Фрисландію, але зазнав поразки й загинув у битві. Поховано було в Фрисландії. Про це також йдеться в епосі про «Беовульфа», де Гуглейк розглядається як гугелак, гетський конунг, що був стриєм Беовульфа.